# Pier en oceaan
Pier en oceaan is de  Bildungsroman  van Oek de Jong waarin hij de periode 1944 tot 1972 beschrijft, zoals gezien door een gereformeerde Nederlandse jongen en zijn moeder. Het verhaal bevat veel autobiografische elementen. Het boek ontving een nominatie voor de Libris literatuurprijs. In 2013 werd het bekroond met de F. Bordewijk-prijs.

## Verhaal
De drie hoofdpersonen zijn:
- Dina Houttuyn. Ze is opgegroeid in Amsterdam als jongste uit een gezin met zes kinderen. Haar vader is een relatief welgestelde verzekeringsagent en ze wonen in Oud-Zuid aan de Gabriël Metsustraat.
- Lieuwe Roorda. Zoon van een Friese meubelmaker. In 1944 leerde hij Dina kennen, die het hongerende Amsterdam is ontvlucht, op zijn Friese platteland. Na een verloving van zeven jaar trouwen ze in 1952 te Amsterdam en gaan tijdelijk in Breda wonen, in welke omgeving Lieuwe dienstplichtig tweede luitenant der artillerie is.
- Abel Roorda. Het kind van de zonde uit 1952. Hij wordt voor hun huwelijk in het ouderlijk huis van zijn moeder door zijn ouders verwekt.

## Titelduiding
Digna Maelcote stuurt Abel Roorda een ansichtkaart van een schilderij van Mondriaan, getiteld Pier en Oceaan, uitgevoerd in zwart en wit. Eerder had Mondriaan al het strand van Domburg figuratief vastgelegd.

## Samenvatting
In een kindertehuis in Zandvoort waar ze werkte, had Dina Houttuyn een passieve lesbische relatie met de veel oudere directrice Elena. Ze besluit haar verloofde Lieuwe op een avond in haar ouderlijk huis, na een verloving van zeven jaar, toegang tot haar baarmoeder te geven. Hieruit wordt Abel, het kind van de zonde, geboren. Na op hun knieën boete te hebben gedaan voor dominee en ouderlingen en hun zonde te hebben beleden, wordt er in stijl getrouwd. Na een tijdelijk verblijf in Breda, belandt het gezin in Friesland, waar Lieuwe conrector is op een middelbare school. Ze wonen in de nabijheid van Lieuwe zijn ouders, maar na zeven jaar verhuizen ze naar Vlissingen, waar Lieuwe rector wordt van een middelbare school. 
Intussen is Abel de hoofdpersoon van het boek geworden en hij vertelt de lezer van zijn Friese en Zeeuwse tijd. Hij groeit op als oudste van een gezin van vijf kinderen en heeft last van een loensend oog. Hij ontpopt zich als een koppige en gemene spotter en leert zwemmen in het Sas. Ook het strand van Domburg speelt een grote rol in het familieleven. Hij volgt het gymnasium aan de school waar zijn vader de populaire rector is. Zijn moeder krijgt steeds meer last van haar zwarigheden, vooral nadat ze vernomen heeft van de zelfmoord van Elena, die in haar wanhoop in Bretagne de zee in was gelopen. Aan het eind van het verhaal vindt Dina haar gedeeltelijke vrijheid terug in haar privéauto. Van haar Lieuwe heeft ze dan steeds meer afstand genomen, zich ergerend aan zijn populair gedrag. Lieuwe houdt zelfs rekening met een scheiding en vreest zijn kinderen te verliezen. Abel heeft aan het eind van het boek zijn gymnasiumdiploma gehaald. Hij gaat in Amsterdam studeren, waar zijn vriendin Digna Maelcote dan al een jaar studeert. Hoewel ze elkaar ontmaagd hebben, is zijn moeder Dina bang dat Abel Digna gebruikt. Samen vertrekken Abel en Digna liftend en ruziënd naar Finistère, en dit schiereiland in Bretagne lijkt hun echt het einde van de wereld.